# Jean-Louis Bodin
Jean-Louis Bodin (* 1. August 1943 in Le Château-d’Oléron; † 13. Mai 2019 ebenda) war ein französischer Radrennfahrer.

## Sportliche Laufbahn
Bodin war im Straßenradsport aktiv. Als Amateur startete er für den Verein von Fontenay-sous-Bois sportif. 1964 kam er in der Marokko-Rundfahrt auf den 6. Platz. 1965 wurde er Berufsfahrer im Radsportteam Mercier-BP-Hutchinson bei Raymond Poulidor und blieb bis 1970 als Radprofi aktiv. 1960 siegte er im Boucles de la Seine vor Paul Lemeteyer, 1967 im Boucles du Bas-Limousin. Dazu kamen einige Erfolge in Kriterien. 1968 wurde er beim Sieg von Rolf Wolfshohl Dritter bei Paris–Nizza.
Die Tour de France fuhr Bodin viermal. Er wurde 1965 33., 1968 59. und 1969 62. der Gesamtwertung. 1966 schied er aus.